# Ричард Карлович Маак
Ричард Карлович Маак (на немски: Richard Karlowitsch Maack) е руски естественик, пътешественик-изследовател, немец по произход.

## Произход и младежки години (1825 – 1853)
Роден е на 4 септември 1825 година (стар стил) в Аренсбург, Руска империя (днес Куресааре, Естония). Завършва гимназия в Санкт Петербург и следва природни науки в Петербургския университет. След завършване на висшето си образование е учител, а след това директор на училище в Иркутск, главен инспектор на училищата в Източен Сибир, член на съвета на министрите на народното просвещение.

## Експедиции в Сибир (1853 – 1859)

### Пътешествие в Якутия, 1853 – 1854
По поръчение на Сибирското отделение на Руското географско дружество през 1853 – 1856 г. Маак осъществява първата си експедиция по неизвестните дотогава долини на реките Вилюй, Чона и Оленьок, като в експедицията участва топографът Александър Кондратиевич Зондхаген. В края на 1853 г. Маак го изпраща от Иркутск за изследване на долното течение на Вилюй. Зондхаген се прехвърля от река Долна Тунгуска на река Чона (най-големия десен приток на Вилюй), спуска се с лодка по нея до устието ѝ и изяснява, че тази река тече в северно направление по плоски възвишения. От устието на Чона заснема река Вилюй до град Вилюйск, но поради настъпилите студове е принуден да прекрати работа и отива в Якутск, където през април 1854 г. пристига и Маак.
През април 1854 г. Маак, заедно с други двама сътрудници и Зондхаген, от Якутск се спускат по Лена и се изкачват по Вилюй до Вилюйск, като Зондхаген допълва своите изследвания на долното течение на реката. В началото на юли групата продължава на северозапад, преминава през средното течение на река Тюкян (747 км, ляв приток на Вилюй) и достига до река Ханя (ляв приток на Марха, която е ляв приток на Вилюй), където закупуват елени от местните якути. По този начин експедицията изследва част от Централно-Якутската равнина.
От Ханя, групата без един от сътрудниците, който се отправя на юг за да изследва средното течение на Марха и притоците ѝ, продължава на север през плоски възвишения и през септември достига до река Оленьок на 68º с.ш. От там експедицията завива на югозапад, пресича десните горни притоци на Оленьок и вододела между нея и Вилюй (на Северната полярна окръжност, между 107º – 108º и.д.) и в края на октомври достига до горното течение на Вилюй. Тука пътешествениците са застигнати от студове и снеговалежи. Свършват провизиите. Елените също страдат от липса на паша. По дълбок сняг, при 40-градусови студове, членовете на експедицията картират над 100 km от горното течение на Вилюй. Продължават на югозапад и достигат до устието на Чона, където се срещат с якути, които ги приемат в своите топли юрти, снабдяват ги с дебели дрехи и продукти.
Главната цел на експедицията е достигната: Вилюй е „картиран“ на протежение от 2650 km, с изключение на малък участък нагоре от устието на Чона. През януари 1855 г. отрядът пресича Ленско-вилюйския вододел и се завръща в Иркутск.

### Пътешествие в басейна на Амур, 1855 – 1859
През април 1855 г. започва плаване по Амур от сливането на реките Шилка и Аргун до езерото Кизи. В края на август плава обратно нагоре и през януари 1856 се завръща в изходния пункт.
През лятото на 1859 г. изследва река Усури и десните ѝ притоци реките Хор и Иман.

## Памет
На името на Маак са наименувани вид пеперуди, обитаващи Далечния Изток и род дървета от семейство Бобови – Маакия.

## Съчинения
- „Путешествие на Амур, совершенное по распоряжению Сибирского отдела Русского географического общества в 1855 году“, СПБ, 1859;
- „Путешествие по долине реки Уссури“, т. 1 – 2, СПБ, 1861;
- „Очерк флоры Уссурийской страны“, 1862;
- „Вилюйский округ Якутской области“, ч. 1,2 изд., ч.2 – 3, СПБ, 1877 – 1886.